# Myriam El Khomri

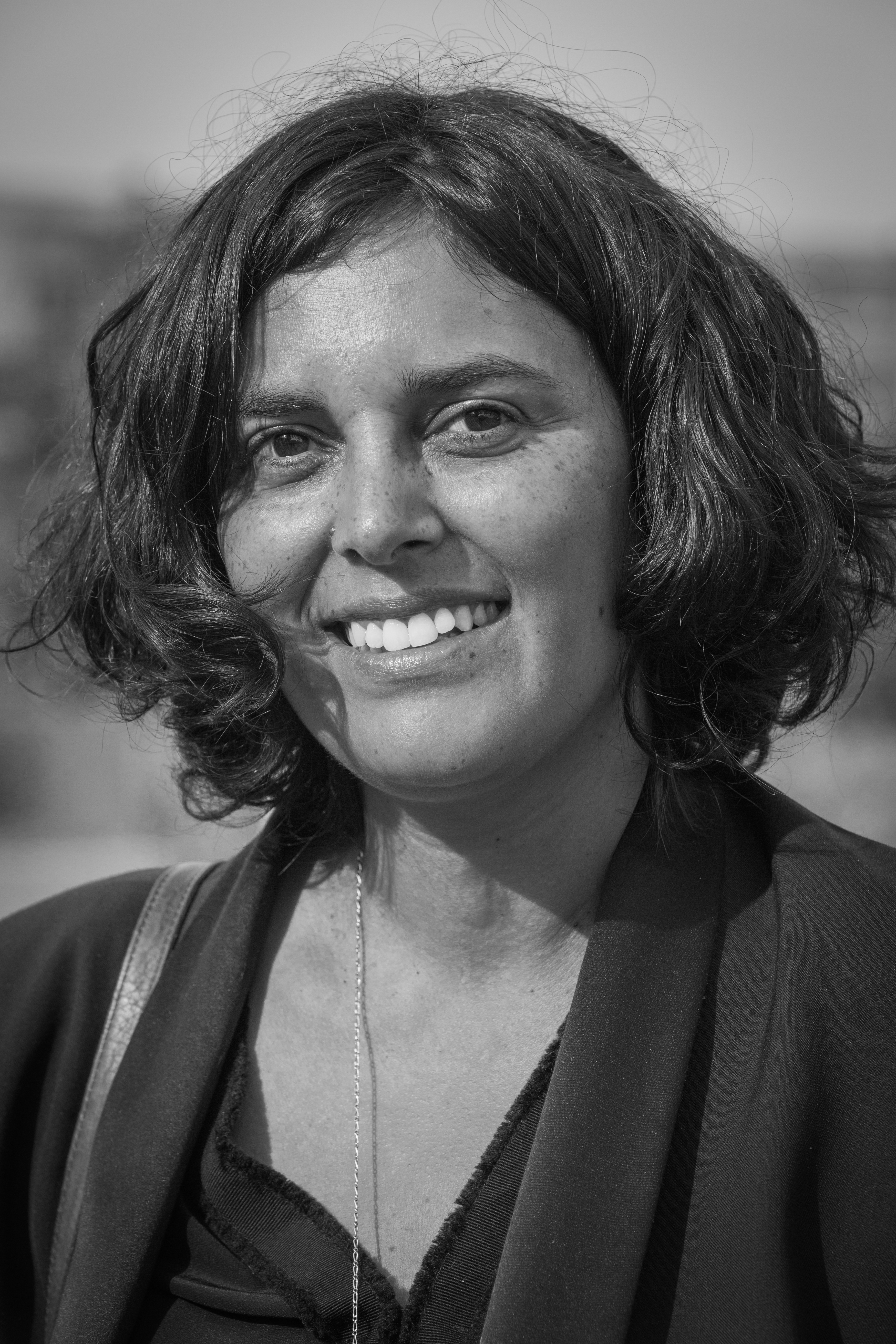
Myriam El Khomri (2014)

Myriam El Khomri (Rabat, Marokko, 18 februari 1978) is een Frans-Marokkaanse politica die als minister van Arbeid en Werkgelegenheid in de regering van Frankrijk van 2 september 2015 tot 17 mei 2017 diende. Zij is lid van de Parti socialiste.

## Levensloop
Haar Marokkaanse vader was handelaar en haar Bretoense moeder lerares Engels in Rabat. El Khomri bezit de dubbele nationaliteit. Ze was nog kind toen het gezin kwam wonen in Mérignac. Zij liep school in het Collège Monséjour in Bordeaux en behaalde haar baccalaureaat toen zij zeventien was. Zij trouwde met een informaticus uit de Médoc en zij hebben twee dochters.
In 1995 studeerde zij publiek recht aan de Universiteit van Bordeaux. In 1999 studeerde zij verder rechten aan de Sorbonne, waar zij in 2001 haar diploma behaalde. Zij schreef haar eindscriptie over les Maisons de Justice et du Droit. Zij liep stage bij Claude Bartolone, minister voor de Stad, die haar een aanbeveling meegaf voor Annick Lepetit, maire van het 18e arrondissement in Parijs, van wie zij de medewerkster werd. Zij werd belast met preventie, veiligheid en toxicomanie. In 2004 nam zij deel aan de uitwerking van het plan "crack du nord-est parisien" voor bestrijding van drugs en toxicomanie.

### In de Parijse politiek
In 2002 werd zij lid van de Parti socialiste. In 2008 werd zij lid van de nationale raad en in 2012 van het nationaal bureau. Zij werd in 2014 nationaal secretaris belast met de problematiek van de veiligheid.
In 2008 werd zij verkozen tot raadslid in Parijs voor het 18e arrondissement, op de lijst aangevoerd door Bertrand Delanoë. Van 2008 tot 2011 was zij adjointe au maire onder Delanoë, belast met kinderbescherming en preventie, en van 2011 tot 2014 met algemene preventie en veiligheid. Tijdens de socialistische voorverkiezingen voor een presidentskandidaat steunde zij in 2006-2007 Martine Aubry. Voor de wetgevende verkiezingen in mei 2007 was zij de opvolgster van de uittredende volksvertegenwoordiger Christophe Caresche. Voor de gemeenteraadsverkiezingen van 2014 was zij een van de woordvoerders van Anne Hidalgo. Zij werd opnieuw adjointe au maire.

### In de regering
In augustus 2014 werd El Khomri benoemd tot staatssecretaris voor de Stad in de tweede regering van premier Manuel Valls, in opvolging van Najat Vallaud-Belkacem.
In september 2015 werd zij minister van Arbeid, Werkgelegenheid, Beroepsopleiding en Sociale Dialoog. Begin 2016 kreeg zij de opdracht een wetsvoorstel te verdedigen die de arbeidswetgeving wijzigde, met onder meer flexibele arbeidstijden, maatregelen voor de arbeidsgeneeskunde, voor de herstructurering van de beroepstakken en voor de bescherming van zelfstandige arbeiders. Het wetsontwerp werd, zo werd gezegd, opgelegd door premier Valls, en geschreven door haar kabinetschef Pierre-André Imbert. Het werd de Wet El Khomri.
Bij de voorverkiezingen voor een presidentskandidaat koos ze voor Valls. Zij steunde vervolgens Benoît Hamon, maar na de eerste stemronde riep zij op om voor Emmanuel Macron te stemmen. Op 17 mei 2017 werd zij door Muriel Pénicaud opgevolgd als minister van Arbeid.

### Parlementsverkiezingen 2017
Voor de wetgevende verkiezingen van juni 2017 was zij de socialistische kandidaat in het 18e arrondissement van Parijs. Zij kreeg geen kandidaat van En marche tegen zich, hoewel een rechtse kandidaat van Les Républicains, Pierre-Yves Bournazel, zich op deze beweging beriep, en de steun genoot van premier Edouard Philippe. Het was uiteindelijk Bournazel die het in de tweede ronde haalde met 53,6% tegen 46,4% voor El Khomri.
El Khomri vetrok op 11 juli 2020 uit de Raad van Parijs en verliet daarmee de politiek.